# Hygrochroma lincanaria
Hygrochroma lincanaria là một loài bướm đêm trong họ Geometridae.